# On My Mind (песня Disciples)
«On My Mind» (рус. В моих мыслях) — песня английского продакшн трио Disciples. Вышла в Великобритании для цифровой дистрибуции 17 февраля 2017 года на музыкальных лейблах Parlophone и Warner Music Group. Песня смогла достичь 34 места в UK Singles Chart.

## Музыкальное видео
Видеоклип был опубликован на YouTube 3 апреля 2017 года, его продолжительность составила 3 минуты 20 секунд.

## Список композиций
| №  | Название     | Длительность |
| -- | ------------ | ------------ |
| 1. | «On My Mind» | 3:07         |

## Чарты

### Недельные чарты
| Чарт (2017)                                | Наивысшее место |
| ------------------------------------------ | --------------- |
| СНГ (TopHit Airplay)                       | 47              |
| Бельгия/Фландрия (Ultratop 50)             | 10              |
| Бельгия/Фландрия (Ultratop Dance)          | 1               |
| Бельгия/Валлония (Ultratip Bubbling Under) | 6               |
| Чехия (Rádio — Top 100)                    | 34              |
| Хорватия (HRT)                             | 38              |
| Германия (Deutsche Black Charts)           | 50              |
| Ирландия (IRMA)                            | 19              |
| Латвия (Latvijas Top 40)                   | 16              |
| Нидерланды (Dutch Top 40)                  | 28              |
| (Нидерланды)                               | 28              |
| Нидерланды (Single Top 100)                | 63              |
| Польша (Polish Airplay Top 100)            | 2               |
| Польша (Dance Top 50)                      | 13              |
| Шотландия (OCC Scotland)                   | 7               |
| (Сербия)                                   | 5               |
| Швейцария (Schweizer Hitparade)            | 96              |
| Турция                                     | 16              |
| Великобритания (OCC UK Singles)            | 15              |

### Годовые чарты
| Чарт (2017)                          | Место |
| ------------------------------------ | ----- |
| Belgium (Ultratop Flanders)          | 38    |
| Poland (ZPAV)                        | 20    |
| UK Singles (Official Charts Company) | 63    |

## Сертифицкации
| Регион                                                                      | Сертификация | Продажи |
| --------------------------------------------------------------------------- | ------------ | ------- |
| Бельгия (BEA)                                                               | Золотой      | 10 000  |
| Нидерланды (NVPI)                                                           | Золотой      | 20 000  |
| Польша (ZPAV)                                                               | Золотой      | 25 000  |
| Великобритания (BPI)                                                        | Платиновый   | 600 000 |
| Данные о продажах + прослушиваниях приведены только на основе сертификации. |              |         |

## История релиза
| Страна         | Дата                 | Формат               | Лейбл                         |
| -------------- | -------------------- | -------------------- | ----------------------------- |
| Великобритания | 17 февраля 2017 года | Цифровая дистрибуция | Parlophone Warner Music Group |